# 願いの叶う本
『願いの叶う本』（ねがいのかなうほん）は、丸本大悟作曲のマンドリンオーケストラ曲、アンサンブル曲である。

## 概要
編成の違いなどによる様々な版が存在する。

### マンドリンアンサンブル版
2004年4月28日に喫茶絵慕で行われた「コンサートシリーズ絵慕Vol.3　丸本大悟 自作品によるオリジナルコンサート」にて初演。

### マンドリンオーケストラ版
マンドリンアンサンブル版にコントラバスパートを加え各パートにdivisiをもうけた合奏版。2004年11月13日に京都コンサートホール（小ホール）で行われた京都教育大学第45回定期演奏会アンコールにて初演。

### フルート加筆版
マンドリンオーケストラ版にフルートを加筆した版。2008年4月10日に品川区立総合区民会館 きゅりあんで行われた大妻中学高等学校マンドリン部第43回定期演奏会にて初演。

### 願いの叶う本～3人の作曲家達の為の～
2008年3月30日にザ・シンフォニーホールで行われたARTE MANDOLINISTICA結成5周年記念 大阪公演2008「3人の作曲家達Ⅱ」アンコールにて初演。

### 願いの叶う本（序奏付）－2012 “Dear Maru-chan from ARTE” Version－
2012年9月17日、長岡京記念文化会館にて行われたARTE MANDOLINISTICA・ARTE TOKYO特別公演「丸本大悟作品集」アンコールにて初演。「願いの叶う本」に末廣健児作曲の序奏を加えて演奏された。序奏はHappy Birthday to Youの変奏曲となっており、演奏会翌日である9月18日の丸本大悟の誕生日を祝う意味がこめられている。

### 願いの叶う本2018版〜「時間(とき)の宝箱」の主題による
2018年9月8日、第一生命ホールで行われたARTE MANDOLINISTICA・ARTE TOKYO特別公演「ARTESSIMO Ⅱ　末廣健児・丸本大悟作品集」アンコールにて初演。「願いの叶う本」に末廣健児作曲の序奏を加えて演奏された。序奏には丸本大悟作曲「時間の宝箱」の主題が用いられている。
他に編成不明の二重奏版も存在する。